# Lecidea haerjedalica
Lecidea haerjedalica är en lavart som beskrevs av Hugo Magnusson. Lecidea haerjedalica ingår i släktet Lecidea, och familjen Lecideaceae. Arten är reproducerande i Sverige.